# Susana Vaz Patto
Susana Oliveira de Sousa Diogo Vaz Patto • GCM • (Lisboa, Portugal, 24 de maio de 1967), diplomata portuguesa, é, desde 2022, embaixadora de Portugal em Seul. Anteriormente esteve colocada na embaixada de Portugal em Luanda, na representação permanente de Portugal junto da Organização das Nações Unidas, em Nova Iorque e na representação permanente junto do departamento europeu das Nações Unidas e dos organismos e organizações internacionais em Genebra. Foi diretora do departamento de assuntos jurídicos do  Ministério dos Negócios Estrangeiros. Com obra publicada, tem-se dedicado aos direitos humanos e ao direito Internacional.

## Carreira diplomática
- licenciada em Relações Internacionais pela Universidade de Paris I – Sorbonne, foi aprovada no concurso de admissão aos lugares de adido de embaixada, aberto em 18 de março de 1991;[1]
- adida de embaixada, na Secretaria de Estado, em 24 de setembro de 1991;[1][2]
- secretária de embaixada, em 15 de dezembro de 1992;[1][2]
- em 1 de outubro de 1996, na missão permanente de Portugal junto das Nações Unidas e dos organismos e organizações internacionais sediados em Genebra, nomeadamente, Alto Comissariado das Nações Unidas para os Refugiados, Comissão das Nações Unidas para os Direitos Humanos, Comitê Internacional da Cruz Vermelha / Movimento Internacional da Cruz Vermelha e do Crescente Vermelho, Conferência das Nações Unidas sobre Comércio e Desenvolvimento, Escritório do Alto-comissário das Nações Unidas para os Direitos Humanos, Organização Internacional do Trabalho, Organização Internacional para as Migrações, Organização Meteorológica Mundial, Organização Mundial do Comércio, Organização Mundial da Propriedade Intelectual, Organização Mundial da Saúde, União para a Proteção das Obtenções Vegetais, União Internacional de Telecomunicações, Organização Europeia para a Investigação Nuclear (CERN) e União Interparlamentar.[1][2] Missão NUOI então chefiada pelo embaixador Gonçalo Santa Clara Gomes;

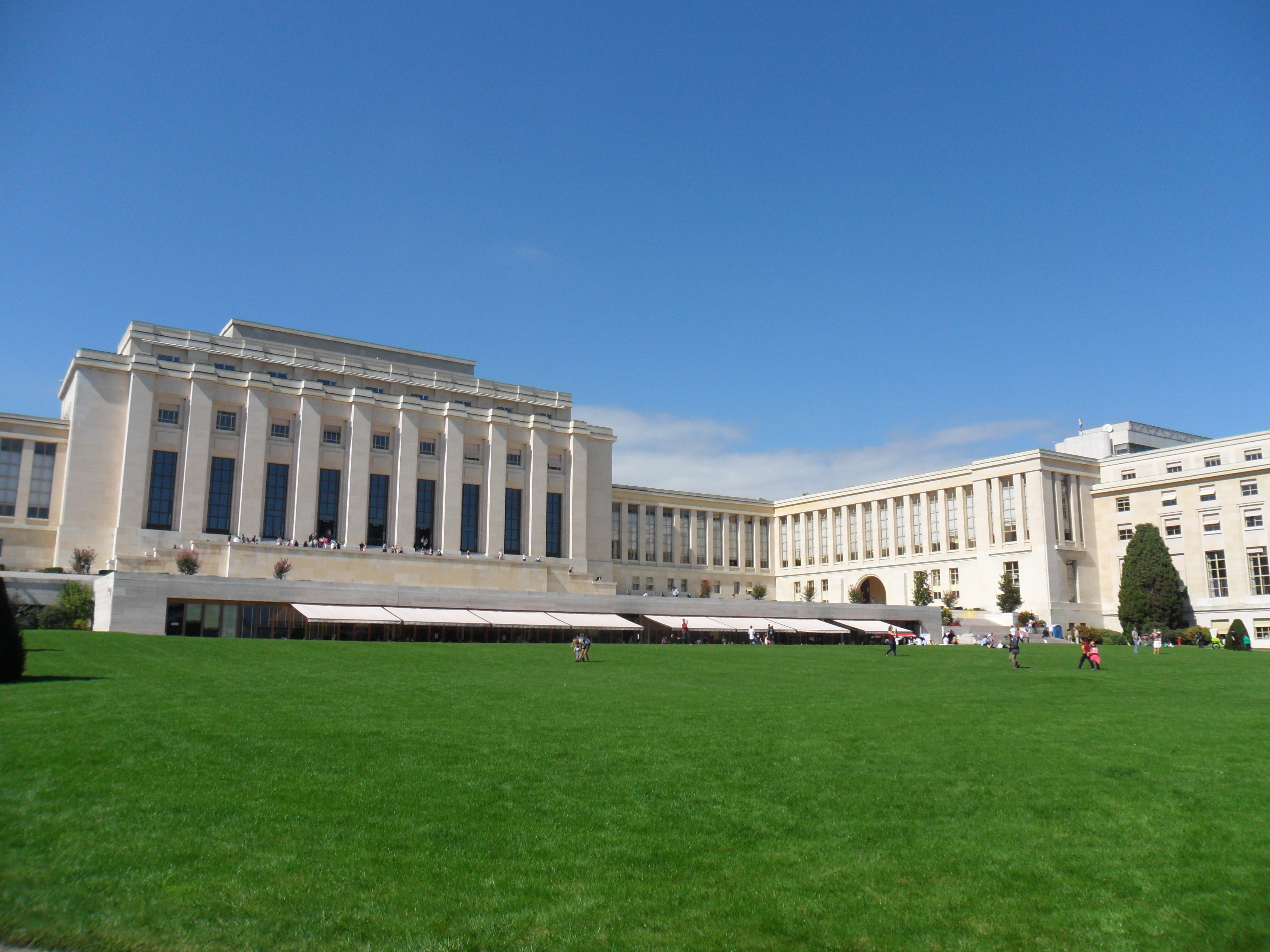
Vista da fachada do Palácio das Nações, edifício sede das Nações Unidas em Genebra

- segunda-secretária de embaixada, em 2 de março de 1998;[1][2]
- primeira-secretária de embaixada, em 24 de setembro de 1999;[2]
- na embaixada em Luanda, em 29 de setembro de 2000;[1][2]
- na Secretaria de Estado, em 30 de setembro de 2004;[2]
- coordenadora da estrutura de missão da presidência portuguesa do conselho de ministros do Conselho da Europa entre janeiro e dezembro 2005;[2]
- chefe de divisão na Direção de serviços das organizações políticas internacionais, em agosto de 2005;[2]
- na missão permanente de Portugal junto da Organização das Nações Unidas (ONU), em Nova Iorque, em 1 de setembro de 2008.[2] Missão ONU chefiada, a partir de janeiro de 2009, pelo embaixador José Filipe Moraes Cabral;[3]
- conselheira de embaixada, em 20 de outubro de 2010;[2]
- diretora de serviços de direito internacional, integrado no departamento de assuntos jurídicos, em 1 de agosto de 2013;[2][4][5]
- diretora do departamento de assuntos jurídicos, em 5 de maio de 2017;[2][6][7]
- em 30 de janeiro de 2019, promovida à categoria de ministra plenipotenciária de 2.ª classe;[2]
- desde 17 de janeiro de 2022, embaixadora de Portugal em Seul (Coreia do Sul).[8][9]

Na sua mensagem de boas-vindas, disponível no site da embaixada de Portugal em Seul, pode ler-se, a dado passo:
«É para mim uma grande honra servir como Embaixadora de Portugal na República da Coreia, país com o qual mantemos uma longa e privilegiada relação de mais de quatro séculos, com muitas referências antigas à Coreia registadas não só na cartografia portuguesa dos descobrimentos, mas também nos textos da época, sobretudo os dos padres jesuítas portugueses. Segundo referências e relatos de fontes portuguesas e coreanas, os primeiros portugueses a chegar à Coreia desembarcaram no país entre meados do século XVI e o início do século XVII. Neste contexto, o primeiro europeu na Coreia terá sido um comerciante português de nome João de Mendes em 1604 e já no mapa do cartógrafo português Manuel Godinho de 1615, o mar oriental da Península Coreana é designado por "Mar Coria". Na nossa relação mais recente, os dois países celebraram o 60º aniversário do estabelecimento de relações diplomáticas no dia 16 de abril de 2021. É dever e responsabilidade da Embaixada promover continuamente o conhecimento e a cooperação entre ambos os países, para o que conta com o contributo de todos aqueles que, por qualquer motivo da sua vida pessoal ou profissional, contactam com a realidade do relacionamento entre os dois países. A nossa missão é honrar, preservar, cultivar e desenvolver esta relação de séculos.»
No desempenho desta sua função a Embaixadora Susana Vaz Patto tem dedicado particular atenção quer à relação histórico-cultural que une os dois países, quer à diplomacia económica, com enfase para a promoção do turismo, arquitetura, moda e gastronomia.

## Atividade nas Nações Unidas

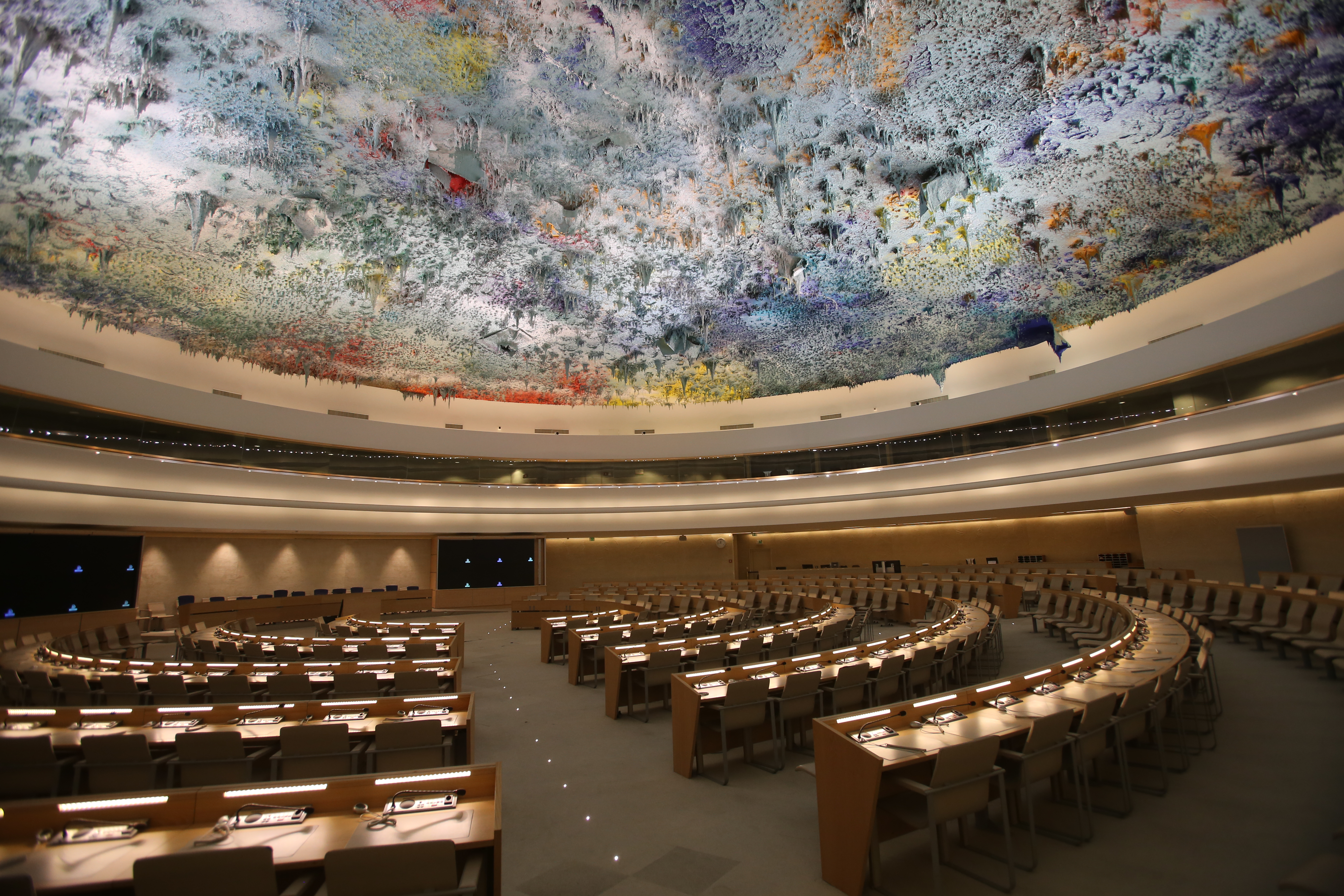
Sala usada pela Comissão das Nações Unidas para os Direitos Humanos, no Palácio das Nações em Genebra, Suíça

- integrou a delegação de Portugal à 52ª (1996), 53ª (1997), 54ª (1998) e 55ª (1999) sessões da Comissão das Nações Unidas para os Direitos Humanos (desde 2006, Conselho de Direitos Humanos das Nações Unidas);[21][22][23][24]

- integrou a delegação de Portugal à 51ª sessão (1999) da Subcomissão para a promoção e protecção dos Direitos humanos[25]
- no contexto da Organização Mundial da Propriedade Intelectual (OMPI/WIPO), agência especializada integrante do Sistema das Nações Unidas, com sede em Genebra, integrou a delegação de Portugal à Conferência diplomática sobre direitos de autor e direitos conexos (1996);[26]
- entre 2007 e 2021, integrou a delegação de Portugal à Assembleia Geral das Nações Unidas, em Nova Iorque, tendo discursado em dezasseis ocasiões, a maioria sobre temas de direitos humanos e sobre o trabalho da Comissão de Direito Internacional;[27]

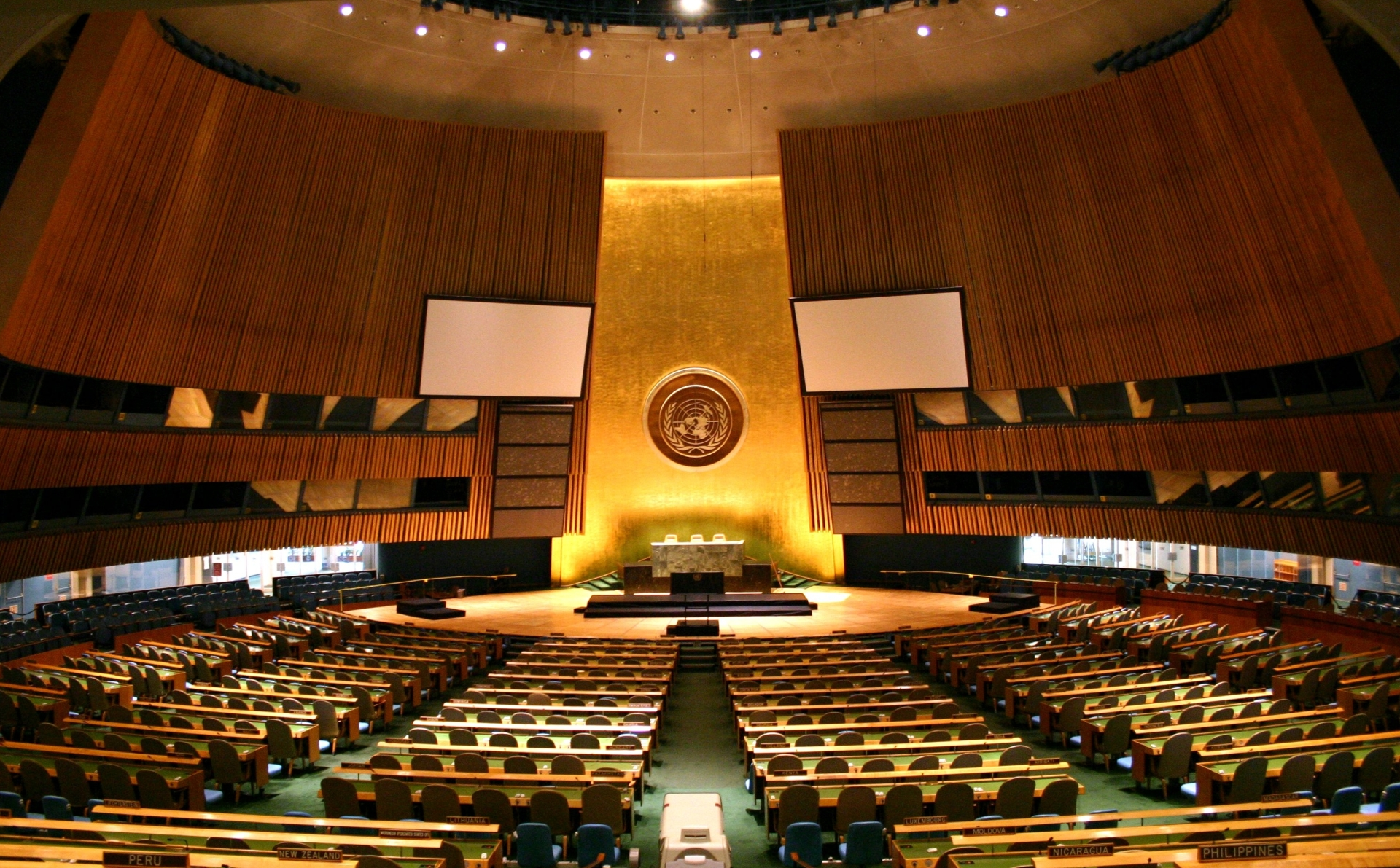
A Assembleia Geral das Nações Unidas é localizada na sede da organização, em Nova Iorque

## Outras intervenções
- integrou a delegação portuguesa à 2ª conferência ministerial da Organização Mundial do Comércio, Genebra, maio de 1998;[28]
- em 18 de janeiro de 2019, no Centro de Estudos Judiciários, foi oradora no evento subordinado a: «Temas de Direito da Família e das Crianças».[29]
- em 15 de fevereiro de 2019, no Centro de Estudos Judiciários, no âmbito de ação de formação, destinada a juízes, magistrados do Ministério Público, advogados e outros profissionais da área forense, subordinada a «temas de direito penal e processual penal», proferiu intervenção sobre «A estrutura da rede diplomática e consular e a sua ação no quadro do enquadramento jurídico vigente»;[30][31]

## Obra publicada
- PATTO, Susana Vaz [et. al.]; Anuário português de direito internacional: 2018/2019; 2020; Lisboa; Instituto Diplomático - Ministério dos Negócios Estrangeiros;[32]
- PATTO, Susana Vaz [et. al.]; Breve história da política portuguesa de direitos humanos, in Portugal e os Direitos Humanos nas Nações Unidas; 2017; Lisboa; Instituto diplomático – Ministério dos Negócios Estrangeiros; p. 35-49; ISBN 978-989-8140-24-1;[33]
- PATTO, Susana Vaz [et. al.]; A legitimidade do Conselho de Segurança (The Legitimacy of the Security Council) in A Participação de Portugal no Conselho de Segurança; 2015; Lisboa; Instituto diplomático – Ministério dos Negócios Estrangeiros; pp. 53-66; ISBN 978-989-8140-22-7;[34]

## Condecorações

### Ordens honoríficas de Portugal
Foi agraciada, pelo presidente da República Portuguesa, com a:
- Grã-Cruz da Ordem do Mérito (21 de janeiro de 2022);[35]